# Kanton Vienne-Nord
Kanton Vienne-Nord (fr. Canton de Vienne-Nord) byl francouzský kanton v departementu Isère v regionu Rhône-Alpes. Skládal se z devíti obcí. Zmizel v r. 2015.

## Obce kantonu
- Chasse-sur-Rhône
- Chuzelles
- Luzinay
- Pont-Évêque
- Septème
- Serpaize
- Seyssuel
- Vienne (severní část)
- Villette-de-Vienne